# Barrett XM500

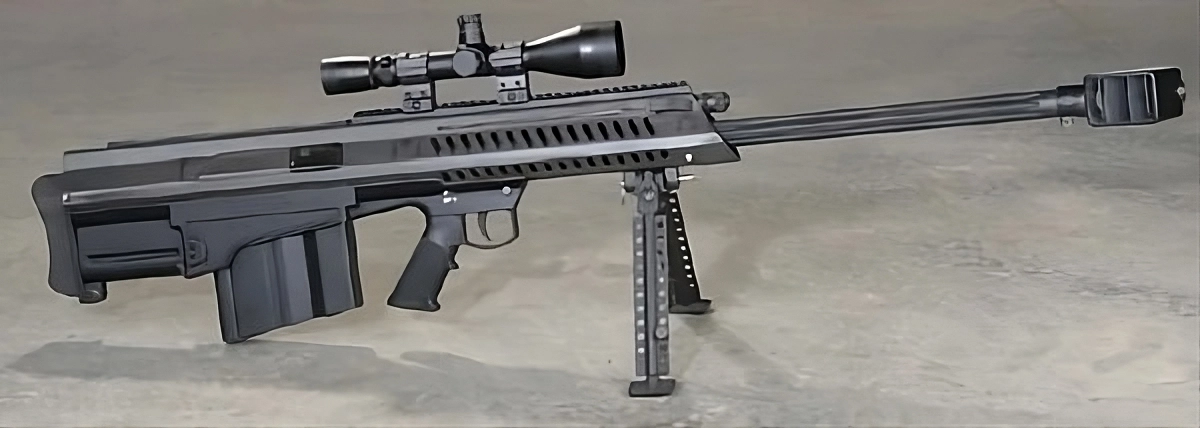
Barrett XM500

Das 2006 vorgestellte Barrett XM500 ist ein Selbstlade-Anti-materiel rifle der Firma Barrett Firearms Manufacturing, Inc im Kaliber 12,7 × 99 mm NATO. Die Waffe ist als Gasdrucklader mit feststehendem Lauf ausgelegt.
Das XM500 soll eine leichtere und kompakte Alternative zum M82 sein. Deshalb ist dieser Gasdrucklader als Bullpupgewehr konzipiert, was zu einem gegenüber dem M82 um 1,1 kg geringeren Gewicht und einer um 279 mm geringeren Länge führte. Durch den feststehenden Lauf soll zudem die Präzision der Waffe vergrößert werden.
Wie sein Vorgänger ist das XM500 mit einem abnehmbaren und verstellbaren Zweibein ausgerüstet, das unter dem Lauf montiert wird. Eine Picatinny-Schiene dient der Aufnahme von Zielhilfen.